# Montdidier (Moselle)
Pour les articles homonymes, voir Montdidier.
Montdidier est une commune française située dans le département de la Moselle en région Grand Est.

## Géographie

### Environnement
La commune fait partie de la ZNIEFF du pays des étangs.

### Communes limitrophes
| Francaltroff        | Léning     |            |
|                     | Montdidier | Albestroff |
| Vahl-lès-Bénestroff | Nébing     |            |

### Hydrographie
La commune est située dans le bassin versant du Rhin au sein du bassin Rhin-Meuse. Elle n'est drainée par aucun cours d'eau.

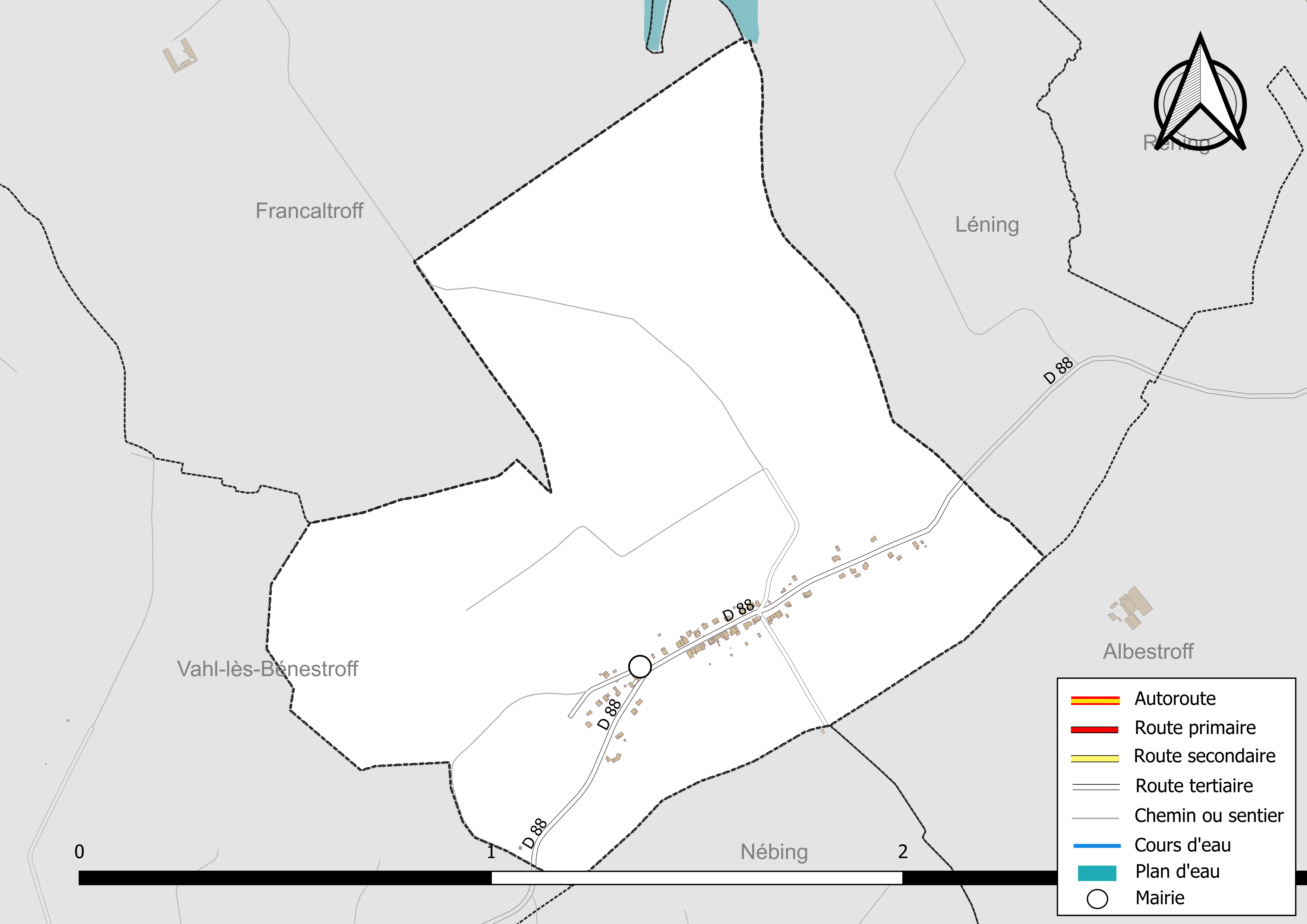
Réseaux hydrographique et routier de Montdidier.

### Climat
Pour des articles plus généraux, voir Climat du Grand Est et Climat de la Moselle.
En 2010, le climat de la commune est de type climat des marges montargnardes, selon une étude du Centre national de la recherche scientifique s'appuyant sur une série de données couvrant la période 1971-2000. En 2020, Météo-France publie une typologie des climats de la France métropolitaine dans laquelle la commune est exposée à un climat semi-continental et est dans la région climatique  Lorraine, plateau de Langres, Morvan, caractérisée par un hiver rude (1,5 °C), des vents modérés et des brouillards fréquents en automne et hiver. 
Pour la période 1971-2000, la température annuelle moyenne est de 9,6 °C, avec une amplitude thermique annuelle de 16,9 °C. Le cumul annuel moyen de précipitations est de 744 mm, avec 12,6 jours de précipitations en janvier et 9,6 jours en juillet. Pour la période 1991-2020, la température moyenne annuelle observée sur la station météorologique de Météo-France la plus proche, « Kappelkinger_sapc », sur la commune de Kappelkinger à 8 km à vol d'oiseau, est de 10,6 °C et le cumul annuel moyen de précipitations est de 772,6 mm. 
La température maximale relevée sur cette station est de 38,8 °C, atteinte le 25 juillet 2019 ; la température minimale est de −19,6 °C, atteinte le 26 décembre 2010,,. 
Les paramètres climatiques de la commune ont été estimés pour le milieu du siècle (2041-2070) selon différents scénarios d'émission de gaz à effet de serre à partir des nouvelles projections climatiques de référence DRIAS-2020. Ils sont consultables sur un site dédié publié par Météo-France en novembre 2022.

## Urbanisme

### Typologie
Au 1er janvier 2024, Montdidier est catégorisée commune rurale à habitat dispersé, selon la nouvelle grille communale de densité à sept niveaux définie par l'Insee en 2022.
Elle est située hors unité urbaine et hors attraction des villes,.

### Occupation des sols
L'occupation des sols de la commune, telle qu'elle ressort de la base de données européenne d’occupation biophysique des sols Corine Land Cover (CLC), est marquée par l'importance des territoires agricoles (57,5 % en 2018), une proportion identique à celle de 1990 (57,5 %). La répartition détaillée en 2018 est la suivante : 
forêts (42,5 %), terres arables (38,2 %), prairies (19,3 %). L'évolution de l’occupation des sols de la commune et de ses infrastructures peut être observée sur les différentes représentations cartographiques du territoire : la carte de Cassini (XVIIIe siècle), la carte d'état-major (1820-1866) et les cartes ou photos aériennes de l'IGN pour la période actuelle (1950 à aujourd'hui).

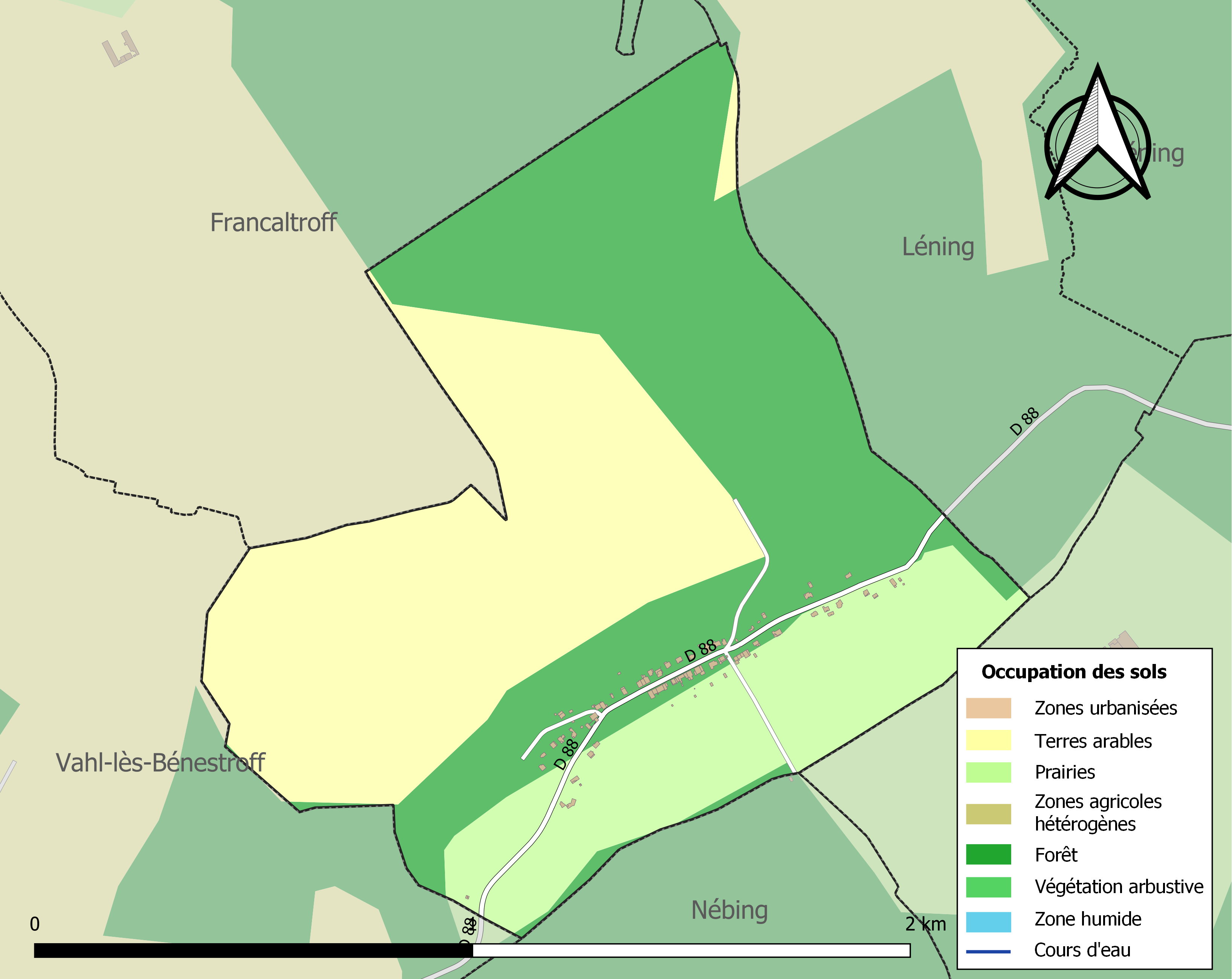
Carte des infrastructures et de l'occupation des sols de la commune en 2018 (CLC).

## Toponymie
- Village construit en 1628 dans un bois nommé Didersberg[14].
- Tuderstroff (1018)[14], Le Haut-Montdidier (1714)[14], Didersberg ou Didestroff (1779)[14], Mont-Didier dit le Haut-Bois (Cassini), Mondidier (1793), Diedersberg (1871-1918).
- En allemand : Didersberg[14].

## Histoire
Montdidier est un village récent, fondé sur le ban de Francaltroff en 1628 par Louis de Guise, baron d'Ancerville, prince de Lixheim. Les trois roses de son blason rappellent l'appartenance des terres au prince de Lixheim.
Peu après sa fondation, le village a été entièrement détruit au cours de la guerre de Trente Ans.
La seigneurie de Montdidier a été acquise en 1711 à la barre de la cour Souveraine de Lorraine par François Bleickhard, baron d’Helmstatt, seigneur d’Hingsange et de Bischoffsheim, capitaine au service du roi de France de la succession vacante du prince de Lixing.
Conformément aux dispositions du traité de Vienne (1738), le duché de Lorraine perd son indépendance en 1766 à la suite du décès du duc Stanislas Leszczyński. Le village de Montdidier est alors rattaché à la province de Lorraine et ses habitants deviennent sujets du roi de France.
En 1790, la province de Lorraine est divisée en départements. La commune est rattachée au département de la Meurthe.
À l’issue de la guerre franco-prussienne de 1870, Montdidier est annexée à l'Empire allemand en vertu du traité de Francfort et se voit rattachée au district de Lorraine, l’un des trois districts administratifs de l'Alsace-Lorraine. Située à l'époque en zone francophone non loin de la frontière linguistique mosellane, la commune conserva son nom français jusqu’en 1915, date à laquelle elle fut rebaptisée Diedersberg.
Conformément à l’article 27 du traité de Versailles, la commune redevient française en 1919 et est rattachée au nouveau département de la Moselle qui adopte les limites administratives du district de Lorraine.
De 1940 à 1944, le village est occupé par l’Allemagne et annexé de facto au troisième Reich qui l’incorpore au CdZ-Gebiet Lothringen.

## Politique et administration
| Période                                  | Période   | Identité       | Étiquette | Qualité |
| ---------------------------------------- | --------- | -------------- | --------- | ------- |
| 1971                                     | mars 2001 | Raymond Benoit |           |         |
| mars 2001                                | En cours  | Jean Pfeiffer  |           |         |
| Les données manquantes sont à compléter. |           |                |           |         |

## Démographie
L'évolution du nombre d'habitants est connue à travers les recensements de la population effectués dans la commune depuis 1793. Pour les communes de moins de 10 000 habitants, une enquête de recensement portant sur toute la population est réalisée tous les cinq ans, les populations de référence des années intermédiaires étant quant à elles estimées par interpolation ou extrapolation. Pour la commune, le premier recensement exhaustif entrant dans le cadre du nouveau dispositif a été réalisé en 2004.

En 2022, la commune comptait 87 habitants, en évolution de +12,99 % par rapport à 2016 (Moselle : +0,52 %, France hors Mayotte : +2,11 %).
| 1793 | 1800 | 1806 | 1821 | 1831 | 1836 | 1841 | 1846 | 1851 |
| ---- | ---- | ---- | ---- | ---- | ---- | ---- | ---- | ---- |
| 126  | 125  | 151  | 145  | 155  | 162  | 165  | 183  | 186  |

| 1856 | 1861 | 1871 | 1875 | 1880 | 1885 | 1890 | 1895 | 1900 |
| ---- | ---- | ---- | ---- | ---- | ---- | ---- | ---- | ---- |
| 183  | 191  | 143  | 133  | 132  | 129  | 122  | 112  | 103  |

| 1905 | 1910 | 1921 | 1926 | 1931 | 1936 | 1946 | 1954 | 1962 |
| ---- | ---- | ---- | ---- | ---- | ---- | ---- | ---- | ---- |
| 94   | 92   | 65   | 62   | 56   | 62   | 43   | 40   | 52   |

| 1968 | 1975 | 1982 | 1990 | 1999 | 2004 | 2006 | 2009 | 2014 |
| ---- | ---- | ---- | ---- | ---- | ---- | ---- | ---- | ---- |
| 56   | 60   | 73   | 79   | 71   | 64   | 66   | 64   | 76   |

| 2019 | 2022 | - | - | - | - | - | - | - |
| ---- | ---- | - | - | - | - | - | - | - |
| 87   | 87   | - | - | - | - | - | - | - |

## Culture locale et patrimoine

### Lieux et monuments
- Église Saint-Hubert de 1843.
- Passage d'une voie romaine.
- Ancien village de vignerons.
- Cimetière du XIXe siècle.
- Pédiluve à chevaux.
- Table d'orientation.

### Héraldique
| Blason de Montdidier | Blason  | D'argent au bouquet de trois roses de gueules feuillées et tigées de sinople issant d'un mont de trois coupeaux de même. |
| Blason de Montdidier | Détails | Le statut officiel du blason reste à déterminer.                                                                         |